# Jan Coenraad Nachenius
Jan Coenraad Nachenius (Amsterdam, 12 augustus 1890 – Garderen, 10 maart 1987) was een Nederlands kunstschilder, graficus, etser en nationaalsocialistisch rassen- en kunsttheoreticus.

## Kunstenaar
J.C. Nachenius heeft les gehad van onder andere G.W. Dijsselhof, G.C. Haverkamp, J. Voerman sr., en Jan Hendriks. Zijn onderwerpen lagen vooral in het Gelderse landschap. Hij was een knap etser, met een grafisch oeuvre van 297 stuks.

## Nationaalsocialisme
Reeds vroeg raakte Nachenius vertrouwd met de rassentheorieën van Houston Stewart Chamberlain. Hij volgde de ontwikkelingen in Hitler-Duitsland al vóór Hitlers machtsovername op de voet. Sinds 1929 was het wezen van het nationaalsocialisme hem duidelijk geworden uit Mein Kampf, waarvan hij de inhoud van kaft tot kaft kende. Hij baseerde zijn kennis over de Duitse ontwikkelingen hoofdzakelijk op zijn lectuur van de Völkischer Beobachter. Onmiddellijk na de oprichting van de Nationaal-Socialistische Beweging (NSB) van Anton Mussert werd hij lid. In 1936 werd hij binnen de NSB benoemd als lid van de Raad voor Volksche Cultuur. Hij behoorde tot de groep van Der Vaderen Erfdeel, die het blad De Wolfsangel uitgaf.
Samen met Nico de Haas van het SS-weekblad Storm vormde hij in oktober 1940 de redactie van het tijdschrift Hamer. Op verzoek van Henk Feldmeijer werd hij in september 1940 vormingsleider van de Nederlandsche SS. In deze functie ontwikkelde Nachenius zich als de theoreticus van de SS in Nederland. Hij was in die hoedanigheid ook lid van de Arbeidsgemeenschap voor Kunst. De eerste officiële vergadering van deze Arbeidsgemeenschap vond plaats op 18 juni 1943 in Hotel Krasnapolsky te Amsterdam. De bijeenkomst werd bijgewoond door Reinier van Houten, Jan van der Made, Sybren Modderman, Hendrik Lindt, Johan Polet, Nico de Haas, Henri Bruning, Gerard Wijdeveld, Rudolf Steinmetz, Ben Moritz, Steven Barends, Johan Theunisz, H.W. van Etten, J.C. Nachenius, Gerda Schaap, Max Wolters, Jan Teunissen en Eduard Rijff. De Arbeidsgemeenschap was onder meer verantwoordelijk voor de uitgave van het genazificeerde letterkundige tijdschrift Groot Nederland. Met ingang van 1 augustus 1943 werd Nachenius door Mussert benoemd tot hoofd van de afdeling theoretische vorming van de hoofdafdeling vorming van de NSB. Nachenius redigeerde tot het einde toe de Vormingsbladen der Nederlandsche SS. In de Vormingsbladen pleitte hij voor de toepassing van Heinrich Himmlers 'Verlobungs- und Heiratsbefehl' (Verloving- en Huwelijksorder). Ook besteedde hij daar veel aandacht aan zaken als het Germaanse ras en de Germaanse kalenderfeesten. Vanaf januari tot april 1945 werkte hij bij de Europäische Abteilung van het SS-Hauptamt in het Beierse Kulmbach.
Al zijn publicaties over de raciale aspecten van het nationaalsocialisme gingen uit van dezelfde uitgangspunten: eerst moest een rassenbewustwording worden aangekweekt bij de Nederlandse bevolking, en daarna moest de bevolking worden overtuigd van de noodzaak van een actieve rashygiëne. Een karakteristiek citaat uit 1942:
De individualistische tijd die achter ons ligt, zag in het huwelijk in de eerste plaats bevrediging van eigen behoeften, behoeften van velerlei aard. [...] Nu groeit iets anders daartusschen: instandhouding van het ras, rein houden van het bloed - verplichtingen tegenover Volk en Grootgermaansche Gemeenschap. Koud en zonder liefde? Ach, wij Noorderlingen, wij weten wel beter!
Nachenius was ook van 1942 tot 1944 lid van de Nederlandsche Kultuurraad.

## Na de oorlog
Na enige tijd geïnterneerd te zijn geweest in het voormalige concentratiekamp Westerbork werd Nachenius veroordeeld tot acht jaar gevangenisstraf. Zijn zoon Herman (*1925) had dienst genomen in het Duitse leger en was op 15 februari 1945 omgekomen in Polen. Vlak na de oorlog gaf Nachenius een inkijkje in zijn opvattingen van tijdens de oorlog:
In den aanvang van 1941 spraken wij niet van 'het Rijk', maar van 'de Germaansche gedachte' dus het bewustzijn, dat de Germaansche volken onderling nauwer verbonden zijn door afstamming, taal en cultuur, dan met de Romaansche of met de Slavische volken. Het wekken van dit bewustzijn werd door ons als een belangrijke cultureele opgaaf beschouwd. Wij wezen daarom op het verbindende en overeenstemmende, op den gemeenschappelijken afkomst en het bewustzijn daarvan in vroegere eeuwen.
Begin tachtiger jaren was het Drents Museum voornemens een tentoonstelling van Nachenius' grafisch werk te houden. Toen dat bekend werd stak er een storm van protest op, waardoor de expositie werd afgelast.

## Publicaties

### Tijdschriften
- Nieuw Nederland
- Sibbe
- Mjöllnir

### Boeken
- 1938 - Beknopte geschiedenis van het noordras (onder het pseudoniem Herman Laagland); translated: Geschiedenis van het Noordras: History of the Nordic Race, 2024 (Uthwita Press).
- 1938 - Noordras en religie (herdruk 1944)
- 1939 - Wat is ras?
- 1939 - Het verband tusschen ras en kultuur
- 1941 - Een en ander over ras. 's-Gravenhage, De Delta. Lezing op het eerste zomerkamp voor journalisten, Kasteel Cannenburgh Vaassen op 18 juni 1941.
- 1941 - De erfgezondheidsleer
- 1941 - Het rasvraagstuk
- 1942 - De verhouding van man en vrouw in den nieuwen tijd
- 1943 - Stamhoudertje
- 1944 - De Rijksgedachte: groeiend Germaansch bewustzijn in de Nederlanden 1940-1943 (onder redactie van Nachenius)

- Biografisch Portaal: 03592252
- Gemeinsame Normdatei: 1136578455
- International Standard Name Identifier: 0000 0003 9183 984X
- Library of Congress Control Number: no2017041154
- Nederlandse Thesaurus van Auteursnamen: 073772690
- RKD-Nederlands Instituut voor Kunstgeschiedenis: 58707
- Virtual International Authority File: 285724090
- WorldCat: E39PBJhCHTW49f3WbBj67q6h73

 Portaal: Fascisme en nationaalsocialisme in Nederland · Fascisme · Nationaalsocialisme